# Eric Johnson (giocatore di football americano 1998)
Eric Morris Johnson II (Plainfield, 16 luglio 1998) è un giocatore di football americano statunitense che milita nel ruolo di defensive tackle per i New England Patriots della National Football League (NFL).

## Carriera

### Indianapolis Colts
Al college Johnson giocò a football alla Missouri State University. Fu scelto nel corso del quinto giro (159º assoluto) nel Draft NFL 2022 dagli Indianapolis Colts. Nella sua stagione da rookie disputò 14 partite, nessuna delle quali come titolare, con 3 tackle e un fumble recuperato. L'anno seguente salì a 15 placcaggi e un sack.